# Nenngröße S

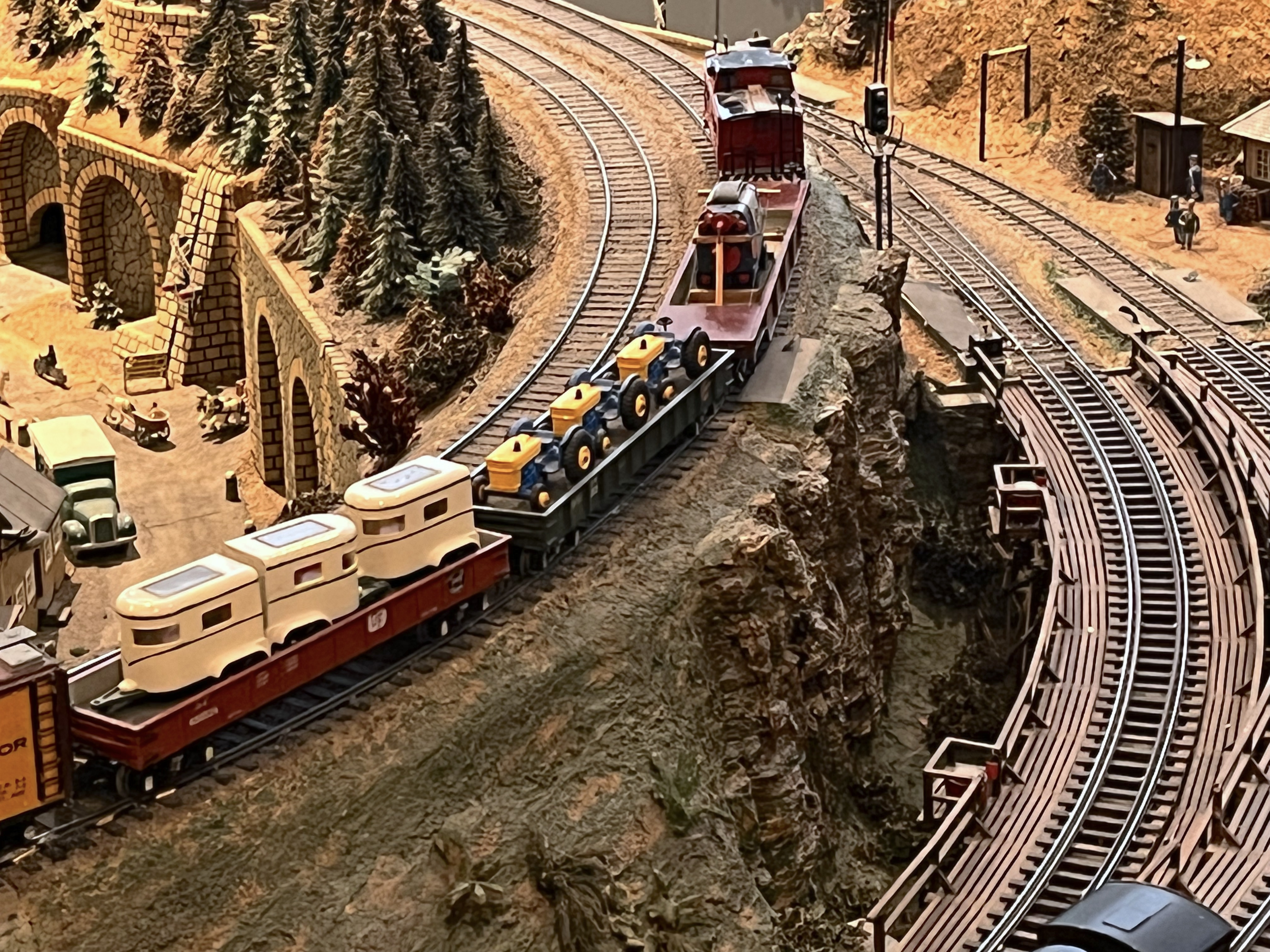
Modelleisenbahnanlage in der Spur S im Spielzeugmuseum Nürnberg, 2022.

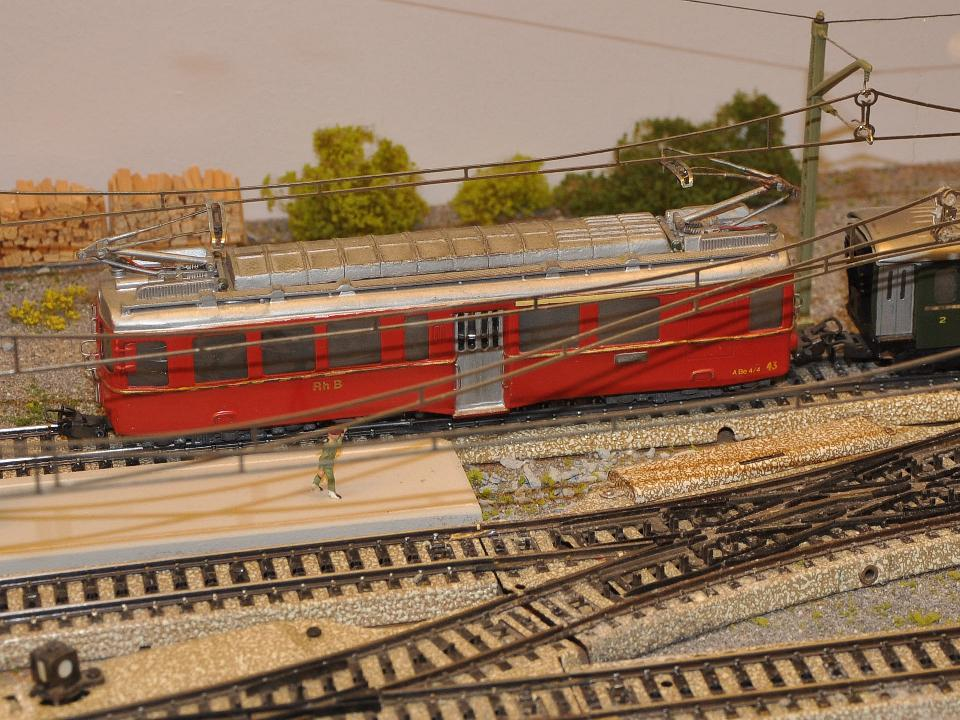
Ausschnitt eines erhalten gebliebenen Modelleisenbahn-Anlagenteilstückes, der von 1960 bis 1973 in der Schweiz betriebenen Modell-Eisenbahn Bernina, Pontresina in der Spur Sm.

Die Nenngröße S ist eine in den Normen Europäischer Modellbahnen (NEM) und den Normen der National Model Railroad Association (NMRA) genormte Baugröße für Modelleisenbahnen. Die Normalspur mit einer Vorbild-Spurweite von 1435 mm weist dabei eine Modell-Spurweite von 22,5 mm auf und wird umgangssprachlich als Spur S bezeichnet. Der Maßstab beträgt üblicherweise 1:64, in der Vergangenheit verschiedentlich aber auch 1:60.

## Geschichte
Die Spur S mit einer Modell-Spurweite von 22,5 mm lässt sich bis in das Jahre 1894 zurückverfolgen. Dabei wurde die Spur 1 mit einer Modell-Spurweite von 45 mm halbiert und gehörte damit zusammen mit der Spur 1 und Spur 0 zu den ersten nach einheitlichen Grundsätzen auftretenden Modell-Spurweiten. Für die Spur S wurde in der Vergangenheit verschiedentlich auch der Begriff Spur H1 (für halb 1) verwendet.
1941 trat American Flyer mit einem umfangreichen Spur-S-Programm auf den Markt. Mit Stand 2021 vertreibt Lionel die eigenen Produkte der Nenngröße S, wie auch der Spur S, unter dem Markennamen American Flyer. Dies lässt sich mit dem Sachverhalt begründen, dass die Firma Lionel schon sehr früh die Firma American Flyer übernommen hatte.
Bereits ab 1948 war eine industriell hergestellte Schmalspurbahn auf Gleisen mit einer Modell-Spurweite von 16,5 mm von der französischen Firma Allard erhältlich. Die der Spur Sm zuzuordnenden Fahrzeuge im Maßstab von 1:60 fahren mit Gleichstrom auf handelsüblichen Dreischienen-Zweileiter-Gleisen der Spur H0 desselben Herstellers oder von Mitbewerbern, die auch eine Modellspurweite von 16,5 mm haben. Die Triebfahrzeuge, Modell einer Dampflokomotive und eines Schienenbusses (Autorail), waren auch mit Uhrwerkantrieb erhältlich.

## Spurweiten

### Kontinentaleuropa
Folgende Modell-Spurweiten sind für den Maßstab 1:64 in den Normen Europäischer Modellbahnen (NEM) festgelegt, oder sind länderspezifisch und überregional gebräuchlich:
| Spur | Bezeichnung | Modell-Spurweite | Vorbild-Spurweite (Auswahl) | Verwendung bei Vorbild-Spurweiten | Bemerkung                                                                                           |
| ---- | ----------- | ---------------- | --------------------------- | --------------------------------- | --------------------------------------------------------------------------------------------------- |
| S    | Normalspur  | 22,5 mm          | 1435 mm                     | von 1250 mm bis < 1700 mm         | |
| Sm   | Meterspur   | 16,5 mm          | 1000 mm                     | von 0850 mm bis < 1250 mm         | Verwendung finden sowohl das Zweileiter-Gleissystem wie auch das Mittelleiter-Gleissystem (Märklin) |
| Se   | Schmalspur  | 12,0 mm          | 0750 mm, 760 mm und 800 mm  | von 0650 mm bis < 0850 mm         | |
| Sf   | Feldbahn    | 09,0 mm          | 0500 mm und 600 mm          | von 0400 mm bis < 0650 mm         | |
| Sp   | Parkbahn    | 06,5 mm          | 0381 mm                     | von 0300 mm bis < 0400 mm         | |

### Nordamerika
Folgende Modell-Spurweiten sind für den Maßstab 1:64 in den Normen der National Model Railroad Association (NMRA) und der National Association of S Gaugers (NASG) festgelegt oder sind länderspezifisch und überregional gebräuchlich:
| Spur    | Bezeichnung | Modell-Spurweite     | Vorbild-Spurweite          | Bemerkung            |
| ------- | ----------- | -------------------- | -------------------------- | -------------------- |
| S       | Normalspur  | 22,5 (22,48) mm      | 1435 mm (4 Fuß 8 1⁄2 Zoll) |                      |
| Sn3 1⁄2 | Kapspur     | 16,5 mm              | 1067 mm (3 1⁄2 Fuß)        |                      |
| Sn3     | Schmalspur  | 14,3 mm              | 0914 mm (3 Fuß)            |                      |
| Sn2 1⁄2 | Schmalspur  | 12,0 mm              | 0762 mm (2 1⁄2 Fuß)        |                      |
| Sn2     | Schmalspur  | 09,0 mm oder 10,5 mm | 0610 mm (2 Fuß)            | mehrheitlich 10,5 mm |

## Modelleisenbahnanlagen (Auswahl)

### Spielzeugmuseum Nürnberg

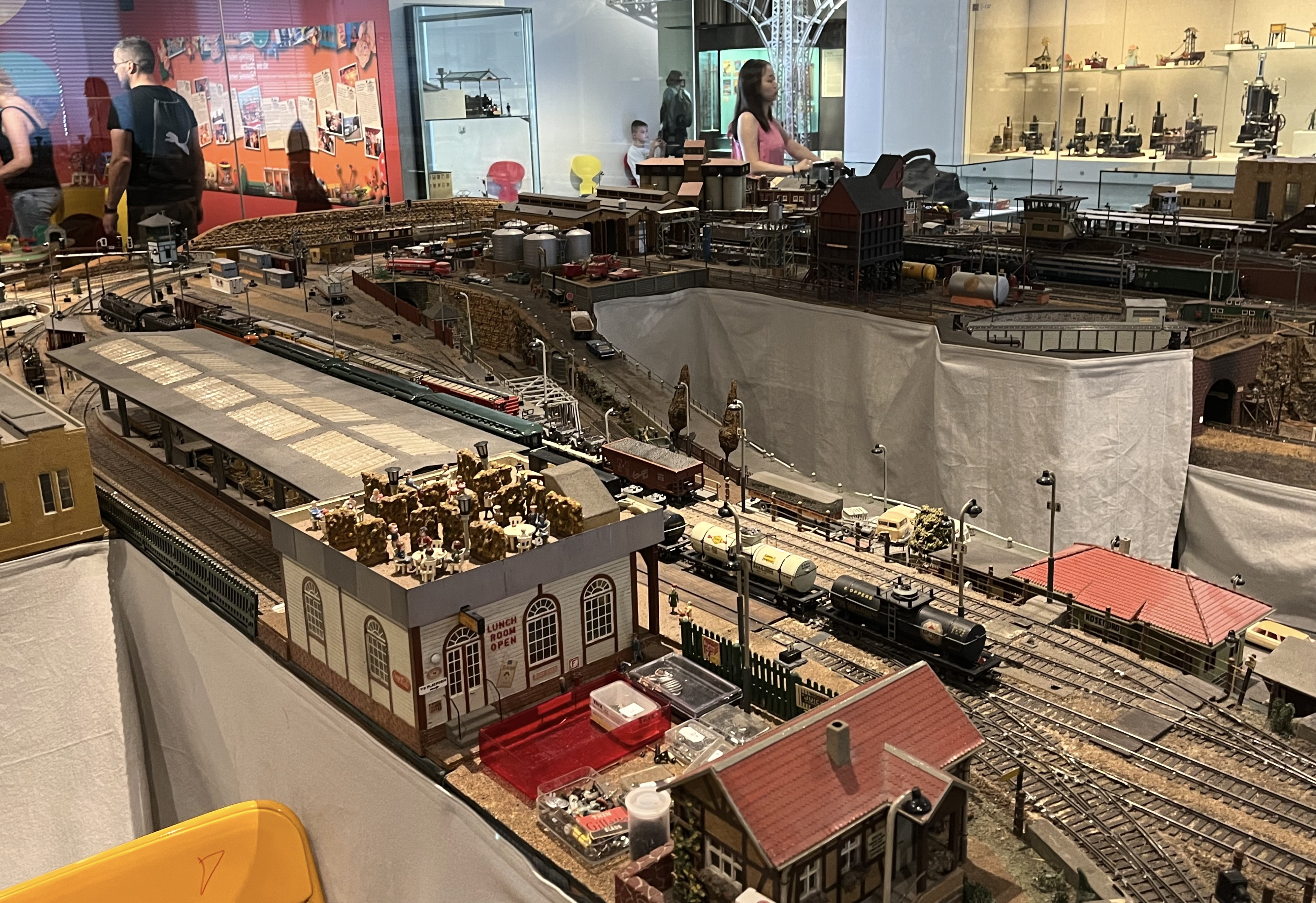
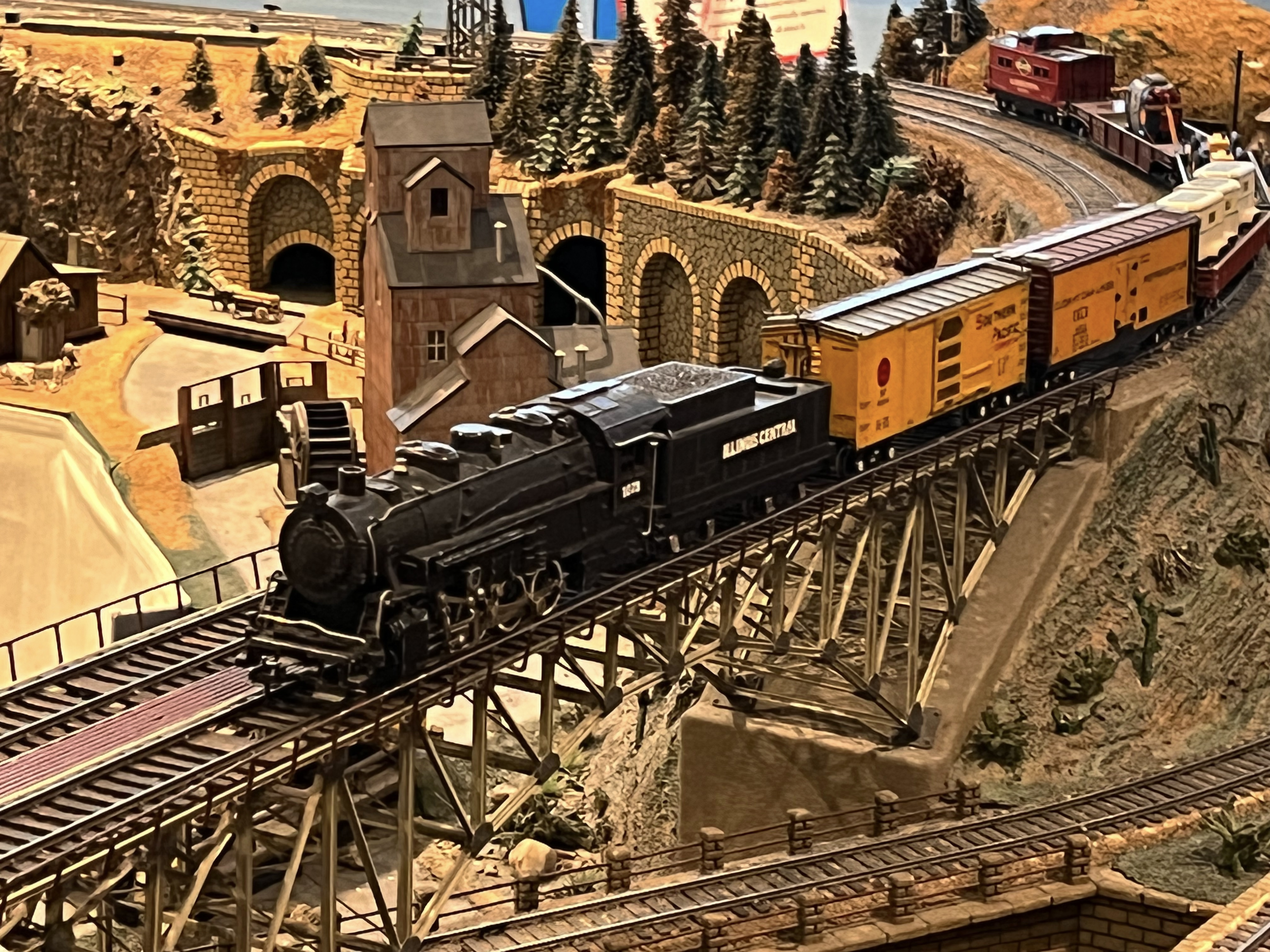
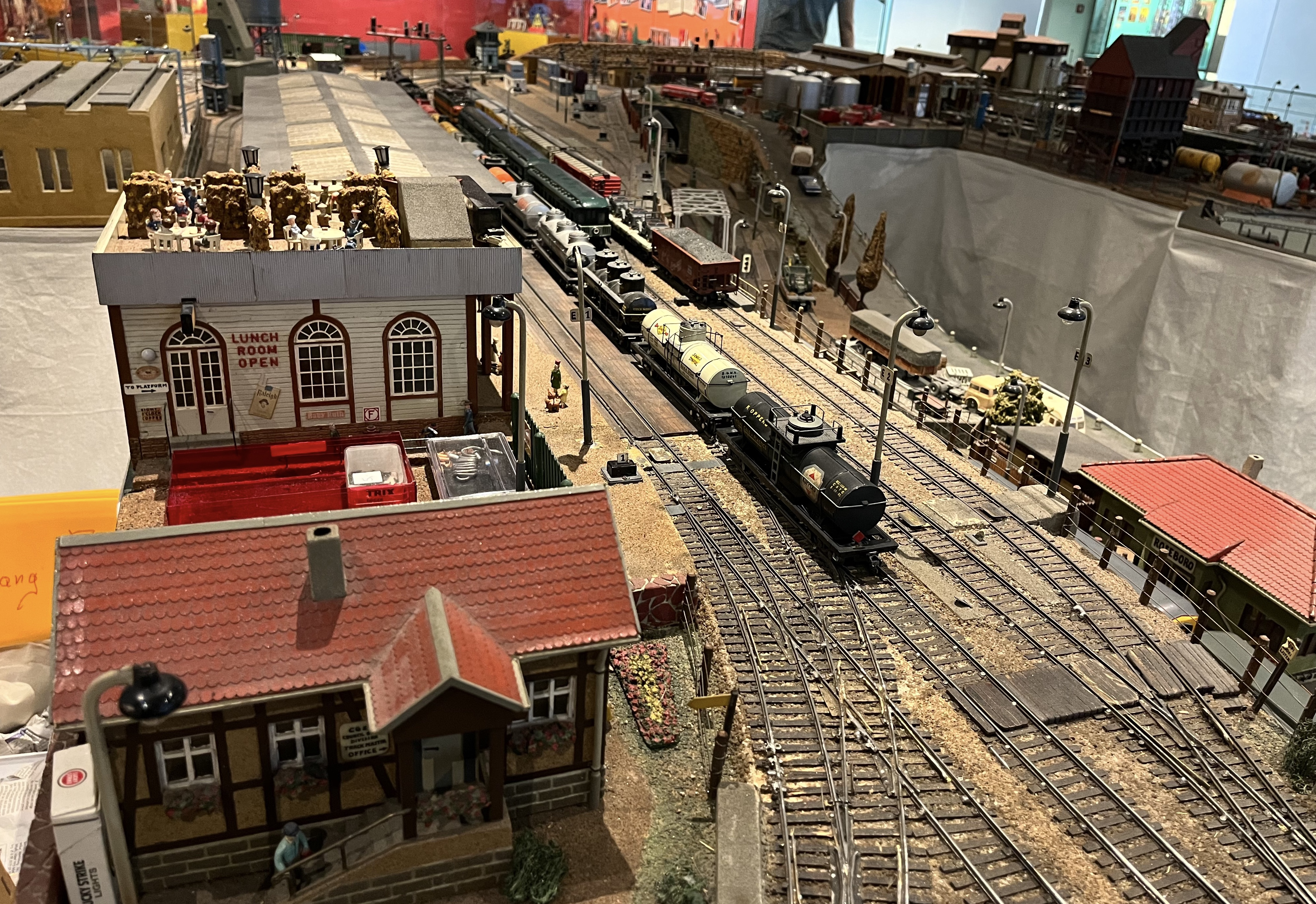

Im Spielzeugmuseum Nürnberg wird auf 30 m² der Eisenbahnknotenpunkt Omaha Union Station im US-Bundesstaat Nebraska mit dem Verkehrsnetz der Umgebung nachgebildet. Dies im Maßstab 1:64 und der Spur S. Die Modelleisenbahnanlage wurde in den Jahren 1950 bis 1974 durch den Nürnberger Geologen Wolfram Bismarck erbaut, der nie selbst in den USA war. Bismarck und seine Mitstreiter stellten etliche Lokomotiven aus Sperrholz her und lackierten sie so, dass sie von Kleinserien-Lokomotiven aus Messing kaum zu unterscheiden waren. Sie gilt mit Stand 2021 als einzige öffentlich zugängliche Spur-S-Modelleisenbahnanlage in Kontinentaleuropa.

### Modelleisenbahn Bernina Pontresina
In Pontresina in der Schweiz, an der Bahnstrecke St. Moritz–Pontresina–Tirano der Rhätischen Bahn (RhB), gab es von 1960 bis 1973 eine größere Ausstellungs-Modelleisenbahnanlage der Bernina-Bahnstrecke in der Spur Sm. Diese Modelleisenbahn fuhr auf handelsüblichen Märklin-M-Geleisen (1956–2000) mit der Spur H0.

## Markennamen und Hersteller (Auswahl)

### Faller-AMS
Der Schwarzwälder Hersteller Faller hatte Ende der 1950er Jahre in den USA eine Lizenz für eine elektrische Autobahn mit Spurrillenführung („Slotcar“) erworben, die er etwa zwei Jahrzehnte lang unter dem Namen „Faller AMS“ (Auto-Motor-Sport) als Zubehör für die Modelleisenbahn-Nenngröße H0 anbot. Es gab sogar kombinierte Anwendungen mit Bahnübergängen und einer Verladung von Autos auf Eisenbahnflachwagen (der Nenngröße H0). Besser aber passte dieses System zur Nenngröße S, denn der Maßstab der elektrisch angetriebenen Faller-Modellstraßenfahrzeuge war ungefähr 1:67 und so deutlich größer als H0.

### Metallwarenfabrik Stadtilm
1942 wurden in Stadtilm die Carl-Liebmann-Metallwerke als Rüstungsbetrieb in der Thüringer Flugzeugindustrie gegründet. Nach 1945 und der Umstellung auf Friedensproduktion wurde unter sowjetischer Besatzung die Flugzeugteileproduktion wieder aufgebaut. 1948, nach der plötzlichen Verlagerung der gesamten Thüringer Flugzeugentwicklung in die Sowjetunion, wurde in aller Eile eine Spielzeugeisenbahn in Spur 0 entwickelt und auf den verbliebenen Maschinen hergestellt. Nach der Flucht Carl Liebmanns zum Jahresende 1952 und der Verstaatlichung in VEB (K) Metallwarenfabrik Stadtilm wurde eine verbesserte Modelleisenbahn in Spurweite 0 entwickelt. 1956 nahm man die Produktion der auf dem europäischen Festland eher weniger bekannten Spur S auf und folgte damit dem damaligen Trend zur Verkleinerung der Spurweiten. Die Produktion von Spielzeugeisenbahnen wurde 1964 aufgegeben.

### Metallspielwarenfabrik Weimar
Die Metallspielwarenfabrik Weimar (MSW) stellte ebenfalls Loks, Waggons und Zubehörteile für die Nenngröße S her, jedoch wurden an einigen Stellen Vereinfachungen an den Modellen vorgenommen, so dass sich sowohl der Herstellungs- als auch der Materialaufwand verringerte.

### Weitere Hersteller
Verschiedene volkseigene Betriebe stellten Zubehör wie Häuser, Andreaskreuze, Schilder und Figuren für Modellbahnanlagen der Nenngröße S her.
In Nürnberg wurden neben Modellen der Nenngröße 0 ebenfalls einige Fahrzeuge der Nenngröße S von der Firma Karl Bub hergestellt.
Außer in Deutschland fand Spur S vor allem in den USA Verbreitung. So bietet Lionel, ansonsten für Spur-0-Modelle bekannt, unter dem Namen American Flyer bis heute ein recht umfangreiches Spur-S-Sortiment an. Weitere Hersteller sind S Helper Service (2013 von MTH übernommen) und River Raisin Models.